# Аведикян, Серж
Серж Аведикя́н (арм. Սերժ Ավետիկյան; 1 декабря 1955, Ереван, Армянская ССР) — французский кинорежиссёр, актёр, продюсер, сценарист армянского происхождения.

## Биография
Родители Сержа Аведикяна родились во Франции, они являлись потомками беженцев из Турции переживших геноцид армян. В 1947 году под влиянием пропаганды Сталина и Мориса Тореза семья Аведикян репатриируется в советскую Армению, где 1 декабря 1955 года в Ереване родился Серж Аведикян. Живя в Армянской ССР Серж посещал французскую школу в Ереване. Когда ему исполнилось 15 лет его семья  приняла решение вернуться во Францию. С ранних лет у Сержа Аведикяна  была тяга к искусству, учась в колледже он участвовал любительских постановках. После окончания обучения в Консерватории Драматических Искусств Мёдона он в 1971 году прибыл в Париж, где начал работать со студентами Парижской консерватории.
В 1976 году Серж Аведикян с группой единомышленников организовались в театральную труппу, после чего создали несколько театральных постановок. В то же самое время, он помимо работы в театре, снимался также и в кино.  В 1988 году, продолжая свою творческую деятельность, Серж Аведикян основал собственную киностудию.

## Творческая деятельность

### Актерские работы в полнометражных фильмах
- 1978 — Мы были единственными людьми (fr:Nous étions un seul homme)
- 1979 — Красный пуловер (fr:Le Pull-over rouge)
- 1982 — Халтерофлик (фр. Haltéroflic)
- 1984 — Диагональ слона (fr:La Diagonale du fou)
- 1985 — Рассвет (fr:L'Aube)
- 1989 — Красный оркестр (фр. L'Orchestre rouge)
- 1989 — Казна собачьих островов (фр. Le Trésor des îles chiennes)
- 1991 — Майрик
- 1991 — Украденная тетрадь (фр. Le Cahier volé)
- 1994 — Лабиринт (фр. Labyrinte)
- 1997 — Ура невесте и освобождению Курдистана (fr:Vive la mariée... et la libération du Kurdistan)
- 1997 — Пропавшие без вести (фр. Disparus)
- 1998 — Воспоминание (fr:Souvenir)
- 1999 — Париж, мое маленькое тело очень устало от этого высшего света (фр. Paris, mon petit corps est bien las de ce grand monde)
- 2001 — Арам / Aram — Талаат
- 2003 — Да здравствует Лалджерье (fr:Viva Laldjérie)
- 2003 — Тайные агенты / Agents secrets — Игор Липовски
- 2005 — Путешествие в Армению / Le Voyage en Arménie — Ваниг
- 2006 — Сплетённые параллели / Bonded Parallels — Аракел
- 2009 — Армия преступников (fr:L'Armée du crime) — Миша Азнавурян
- 2009 — Красивая жизнь (fr:Plus belle la vie)
- 2013 — Параджанов — Сергей Иосифович Параджанов
- 2015 — История сумасшедшего / Une historie de fou — Арменак
- 2020 — Анатолийская история / Անատոլիական պատմություն — Мустафа Хази

### Актерские работы в короткометражных фильмах
- 1981 — Муза (fr:Muse)
- 1981 — Проходящий ангел (fr:Un ange passe)
- 1982 — Облегчение (fr:L'Allégement)
- 1987 — Вредная сторона (fr:Côté nuit)
- 1987 — Бланш и Клэр (fr:Blanche et Claire)
- 1988 — Анна Луна: Первая поездка (fr:Anna Luna : Premier voyage)
- 1989 — Ближе солнца (fr:Plus près du soleil)
- 1990 — Франсуа де Ассиз (fr:François d’Assise)
- 1995 — Сеятели чумы (fr:Les Semeurs de peste)
- 1997 — Зерно и плевел (fr:Le Grain et l'ivraie)
- 1997 — С этих пор (fr:D'ici là)
- 1998 — Быть или не быть (fr:To be or not to be)
- 2002 — Озеро и река (fr:Le Lac et la rivière)
- 2011 — Плохой отец

### Режиссёр / сценарист
- 1989 — У меня очень известно солнце — Андре де Ришо (fr:J'ai bien connu le soleil - À André de Richaud)
- 1991 — Добрый день Господин (fr:Bonjour Monsieur)
- 1992 — Завершённая миссия (fr:Mission accomplie)
- 1994 — Пятая мечта (fr:Le Cinquième rêve)
- 1996 — До свидания мадам (fr:Au revoir Madame)
- 1997 — Мне господа — дамы (fr:M'sieurs-dames)
- 1999 — Терра Емота (fr:Terra emota)
- 1999 — Люск Атерна (fr:Lux æterna)
- 2003 — Линия жизни (анимационный) (fr:Ligne de vie)
- 2005 — Одно прекрасное утро (анимационный) (fr:Un beau matin)
- 2006 — Мы пили туже воду (fr:Nous avons bu la même eau)
- 2006 — Возвращаясь
- 2010 — Собачьи истории (fr:Chienne d'histoire)
- 2013 — Параджанов (в соавторстве с Еленой Фетисовой)

### Продюсерская деятельность
- 1994 — Лабиринт (fr:Labyrinte)
- 2001 — Симфония молчания (fr:La Symphonie du silence)
- 2013 — Параджанов

## Награды
- Специальный приз за лучший экспериментальный и анимационный фильм (фильм «Линия жизни») (2004, Ереванский кинофестиваль «Золотой абрикос»)
- В июле 2005 года на Ереванском кинофестивале «Золотой абрикос» в номинации «Армянская панорама» фильм режиссёра «Одно прекрасное утро» получил специальный диплом жюри
- В 2006 году на Ереванском кинофестивале «Золотой абрикос» проходившем с 10 по 15 июля в номинации «Армянская панорама» фильм режиссёра «Возвращаясь» получил приз армянской ассоциации кинокритиков и журналистов.
- 24 мая 2010 года на Каннском кинофестивале в номинации лучший короткометражный фильм Золотой Пальмовой ветви удостоилась работа Сержа Аведикяна Собачьи истории (fr:Chienne d'histoire)[3] Это анимационный короткометражный фильм, рассказывающий о решении османского правительства вывезти всех бродячих собак из Константинополя на пустой остров в Мраморном море. Согласно автору это фильм-метафора рассказывающий о судьбе армян в Османской империи. Приз был вручен Атомом Эгояном и Мишель Родригес[4].
- 2013 — Государственная премия Республики Армения.
- 2013 — IV Международный Одесский кинофестиваль — Приз «Золотой Дюк» за лучший украинский фильм — фильму «Параджанов»[5]
- 2013 — Международный фестиваль артхаусного кино в Батуми (Batumi International Art-house Film Festival / BIAFF) — приз за лучшую мужскую роль (фильм «Параджанов»)[6]
- 2013 — Специальный приз жюри Международного кинофестиваля Festival du cinéma européen en Essonne (Франция)[7]
- 2013 — Специальный приз жюри таллинского кинофестиваля «Тёмные ночи» (Black Nights Film Festival) (Эстония)[8]

## Семья
Дети:
- Тигран Аведикян — режиссёр
- Овнатан Аведикян — актёр